# عمار حمدی
عمار حمدی (انگلیسی: Amar Hamdy؛ زادهٔ ۷ مارس ۱۹۹۹) بازیکن فوتبال اهل مصر است.
از باشگاه‌هایی که در آن بازی کرده‌است می‌توان به باشگاه فوتبال الاتحاد اسکندریه اشاره کرد.
وی همچنین در تیم ملی فوتبال مصر بازی کرده‌است.